# Wittenbergplatz
La Wittenbergplatz (en alemán: Plaza de Wittenberg) es una plaza pública ubicada en el sector Schöneberg del distrito de Tempelhof-Schöneberg, en Berlín, capital de Alemania. 

## Odónimo
El odónimo de la plaza se debe en conmemoración al asedio de Wittenberg, un conflicto bélico suscitado en la ciudad alemana de Wittenberg, en Sajonia-Anhalt, entre 1813 y 1814 como parte de la Guerra de la Sexta Coalición, entre una alianza de Prusia junto a otras naciones, contra la Francia de Napoleón Bonaparte (primer Imperio francés). También tiene el mismo sentido la Tauentzienstraße, una calle abyacente nombrada así en honor al general prusiano, Bogislav Friedrich Emanuel von Tauentzien, quien participó directamente en dicho conflicto.

## Historia
A través de una orden del Gabinete del 9 de julio de 1864, se procedió a bautizar la plaza como Wittenbergplatz, debido a su proximidad con la ya existente Tauentzienstraße, que también rememoraba al militar partícipe del triunfo prusiano sobre la Francia napoleónica. El nombre entró en vigor a partir del 31 de octubre de ese año. Sin embargo, la plaza no se diseñó estructuralmente como tal hasta alrededor de 1890, cuando se ejecutó la parte occidental del proyecto Generalszug de Berlín.
Durante la Primera Guerra Mundial, los miembros de la Secesión de Berlín, Ernst Oppler, Lovis Corinth y Eugen Spiro, se reunían en una tertulia frecuente (Stammtisch) en una pequeña cervecería frente a la plaza.
La reforma regional de Berlín, que entró en vigor el 1 de abril de 1938, provocó numerosas modificaciones de los límites del distrito y algunos cambios territoriales importantes. En consecuencia, toda la zona ubicada alrededor de la Wittenbergplatz se delimitó desde Charlottenburg a Schöneberg. La plaza alcanzó su estado actual en los años 1990. Entre 2008 y 2009 se renovó en profundidad el techo del túnel del metro en una longitud de unos 800 metros por unos 11,4 millones de euros debido a la filtración de agua. Para ello se acordonaron partes de la plaza, se cerraron los carriles izquierdos de Tauentzienstrasse y el paso a la Bayreuther Strasse, además de eliminar las flores de las áreas verdes. La Wittenbergplatz también ha sido objeto de expresiones artísticas con la pintura Markt am Wittenbergplatz de Ernst Oppler y la instalación del TEL-NEANT en 1998, obra del artista visual George Zongolopoulos, la cual fue presentada en la Bienal de Venecia el año anterior.

## Componentes
Dentro de las áreas verdes que hay al interior de la plaza, se cuentan césped y árboles por todo el perímetro. En medio de la plaza se encuentra el acceso principal de la estación homónima del metro de Berlín, U-Bahnhof Wittenbergplatz. Asimismo, este parque urbano cuenta con dos fuentes de agua diseñadas por el escultor Waldemar Grzimek e instaladas en 1985. 

## Entorno
Desde 1907 se encuentra al costado suroeste el Kaufhaus des Westens (KaDeWe), uno de los centros comerciales más grandes de Berlín. Una amplia oferta de restaurantes y bares se encuentra alrededor de todo el entorno inmediato de este parque urbano.